# Wolfenstein 3D
Wolfenstein 3D je počítačová hra z dílny firmy id Software, vydaná v roce 1992 firmou Apogee. Jedná se o jednu z prvních známějších 3D akčních her z „vlastního pohledu“, která se dostala do povědomí hráčů.[zdroj?]

## Příběh
Příběh hry je situován do roku 1943. Hráč se dostane do role spojeneckého špiona Williama „B. J.“ Blazkowicze a je vyslán na důležitou misi do nacistické pevnosti Castle Hollehammer. Má za úkol odhalit tajný program Třetí říše s krycím názvem Operation Eisenfaust (Operace Železná pěst). Mělo by se jednat o snahu nacistů vytvořit dokonalou armádu. Doneslo se, že v pevnosti působí ďábelský Dr. Schabbs, vyvíjející technologii pro sestavení nelítostné armády složené ze zabitých vojáků. Blazkowicz je během akce zajat a uvězněn.
B. J. v průběhu první epizody odstraní vězeňského dozorce Hanse Grosseho a z děsivého vězení uteče.
V Epizodě druhé se dozví, že operace Eisenfaust opravdu existuje. Na jejím konci eliminuje ďábelského Dr. Schabbse, a tak i hrozbu v podobě geneticky modifikovaných vojáků.
Ve třetí epizodě se B. J. dostává na metu nejvyšší – musí zabít samotného vůdce.

## Zbraně
Ve hře má B. J. k dispozici celkem čtyři zbraně, z nichž dvě získá až v průběhu hry. Do všech zbraní se používá stejný typ munice:
- bajonet – základní zbraň, která nepotřebuje munici;
- pistole – jediná zbraň, kterou má. Mají ji také všichni vojáci wehrmachtu a důstojníci;
- samopal – nejužitečnější zbraň. Nosí ji vojáci SS;
- rotační kulomet Gatling – zbraň skrývající se pouze v tajných místnostech a v poslední epizodě. Zdaleka nejsilnější, ale také ubírá nejvíc munice.

## Epizody a Bossové
Každá z epizod obsahuje 10 úrovní (9 obyčejných a jednu skrytou, přístupnou pouze přes tajnou místnost) a na konci každé z nich na hráče čeká boss, tj. několikrát silnější a odolnější nepřítel, jehož eliminace je nutná k dokončení epizody. Původní hra měla epizody 3 – Escape from Wolfenstein (útěk z Wolfensteinu) s finálním bossem Hanse Grossem, Operation Eisenfaust (Operace Eisenfaust) s doktorem Schabbsem na konci a Die, Fuehrer, Die! (Zemři, vůdče, zemři!) s trojí podobou Hitlera na konci – několika duchů, vůdce ve futuristickém brnění a nakonec Hitlera v jeho oblíbeném obleku.
Pouze první epizoda byla shareware, tzn. volně šiřitelná. Zbylé dvě si musel hráč dokoupit. Časem přibyly 3 další epizody, The Nocturnal Missions, opět ve formě dokoupitelného softwaru – Dark Secret (Temné tajemství) s konečným nepřítelem Ottem Giftmatcherem, Trail of the Madman (Stezka šílence) s ošklivou matronou Gretel Grosse, sestrou Hanse Grosseho jako závěrečnou překážkou a nakonec šestá epizoda, The Confrontation (Konfrontace), v jejímž závěru se hráč setká s Generálem Fettgesichtem.

## Situace v Německu
Hra byla z důvodů zobrazování nacistické tematiky (hákové kříže, podobizny Hitlera) v Německu postavena mimo zákon. A to jak její prodej, tak její dovezení ze zahraničí.

## Ocenění
Winner of 3 Shareware industry awards, včetně People's choice award.
Hra byla v roce 1992 dále oceněna:
- „One of the eight most important games ever created“ – PC Gamer
- „Best Arcade/Action Game“ – Software Publishers Association „Codie“ Award
- „Best Arcade/Action Game“ – Compute magazine
- „Most Popular Game“ – PC World magazine (reader's poll)
- „Best Action Game“ – Video Games & Computer Entertainment magazine
- „Most Innovative Game“ – Video Games & Computer Entertainment magazine
- „Editor's Choice Award“ – Shareware Magazine
- „Best Entertainment Software (Finalist)“ – PC/Computing

## Zajímavé vlastnosti hry podle výrobce
- Podmanivá Ad Lib hudba napříč celou hrou.
- Digitalizované efekty pro zvukové karty Sound Blaster a Disney Sound Source.
- Nejrychlejší 3D VGA celoobrazovkově animovaná hra na IBM PC.
- Hraje se na klávesnici, joysticku, myši nebo Gravis Gamepadu.
- Kdykoliv je možné uložit či nahrát rozehranou hru, navíc je možné použít zkratkové klávesy pro rychlé uložení/nahrání.
- Musí být hrána na počítači 80286 nebo lepším. Nepodporuje systémy XT.

## Hardwarové nároky
- Počítač IBM-PC 286 (doporučen PC 386)
- 528k konvenční paměti (2 MB doporučeno)
- 3 MB na pevném disku (sharewarová verze)
- 8 MB na pevném disku (plná verze)

Volitelné příslušenství
- Sound Blaster/Sound Blaster Pro nebo 100% kompatibilní (se SB IRQ 7 nebo menší)
- Adlib
- Joystick
- Myš
- Gravis Gamepad
- Disney Sound Source

## Vývoj

Jednoduché vykreslování pomocí ray castingu podobné tomu ve hře Wolfenstein 3D. Červená tečka reprezentuje pozici hráče. Oranžový kužel reprezentuje zorné pole hráče.

V této sekci byl použit překlad textu z článku Wolfenstein 3D na anglické Wikipedii.
Na přelomu 80. a 90. let vydával id Soft (tehdy ještě pod původním názvem Ideas from the Deep) každé dva měsíce hru pro disketové časopisy společnosti Softdisk. V tomto období vznikly 2D plošinovky jako Dangerous Dave (1988) nebo Commander Keen (1990). Commander Keen byl jednou z prvních plynule skrolujících her pro IBM PC kompatibilní počítače. Hlavní programátor id Softu John Carmack tehdy využil hardwarových vlastností grafických karet EGA (tzv. adaptive tile refresh).
Na začátku 90. let začal Carmack experimentovat s 3D grafikou. Věřil, že tehdejší osobní počítače již dosáhly takového výkonu, aby byly při vhodné optimalizaci schopné zobrazovat rychlou 3D grafiku. V roce 1991 vytvořil po šesti týdnech vývoje základní herní engine, který byl použit pro hru Hovertank One, která vyšla v dubnu 1991. Dále ho inspirovala hra Ultima Underworld, která nabízela plně texturované 3D prostředí, ovšem zobrazení probíhalo jen v malém okně při vysoké hardwarové náročnosti. Carmackovým cílem bylo vytvořit hru, která nabídne podobnou grafiku, ovšem při mnohem vyšším výkonu a zobrazení na celou obrazovku. Během dalších šesti týdnů obohatil engine hry Hovertank One o mapování textur. Tento engine byl použit pro hru Catacomb 3-D, která vyšla v listopadu 1991. Tato hra byla ještě vytvořena v rámci smlouvy se společností Softdisk. Když tuto hru viděl Scott Miller z Apogee Software, začal na id Soft naléhat, aby pro Apogee vytvořili sharewarovou 3D akční hru.
Hlavní designér id Softu Tom Hall chtěl původně pokračovat ve tvorbě série Commander Keen, ale brzy pochopil, že zaměření Johna Carmacka se již přesunulo z 2D na 3D hry. John Romero navrhl, aby vytvořili volné pokračování hry Castle Wolfenstein z roku 1981, jejímž autorem byl Silas Warner. Tento návrh uvítal zejm. hlavní grafik týmu Adrian Carmack, který se již chtěl přesunout od dětské grafiky Commandera Keena k něčemu dospělejšímu a násilnějšímu. Romero dále prosazoval ideu vytvořit „bombastickou“ a přímočarou akční hru, protože tehdejší trh byl podle něj přesycen pomalejšími, komplikovanými hrami.
id Soft zakoupil práva na značku Wolfenstein za pět tisíc dolarů. Scott Miller byl projektem nadšen a přislíbil ho financovat částkou sto tisíc dolarů. Práva na fyzickou distribuci byla prodána vydavatelské společnosti FormGen.
Práce na projektu začala v prosinci 1991. Romero a Hall navrhli celkový styl hry. Romero vytvořil základní příběh. Hall pracoval na level designu a přidal do hry prvky jako je sbírání pokladů. Vytvořil také design bossů a úvodní obrazovku hry. Původně navrhované prohledávání mrtvol (looting) bylo vyškrtnuto, protože by narušovalo tempo hry. 
Carmack naprogramoval jádro hry za měsíc. Přidal také některé prvky z Catacomb 3-D jako byly dveře a dekorativní objekty. Nejvíce času strávil optimalizací. Většina hry byla naprogramována v ANSI C, přičemž výkonově nejnáročnější úkony jako bylo vykreslování a škálování byly naprogramovány v assembly.
V rámci optimalizace výkonu muselo být učiněno mnoho kompromisů. Wolfenstein 3D je ve své podstatě de facto 2D hra, protože se vše odehrává v jedné dvourozměrné rovině (hra je ale zobrazována tak, aby vyvolala iluzi 3D). Neexistuje zde žádná osa Z, resp. směr „nahoru/dolů“ – všechny stěny jsou stejně vysoké (navíc pouze pravoúhlé), neexistuje zde žádná nakloněná rovina, nelze se dívat nahoru/dolů atd. Každý level hry je v podstatě dvourozměrná „mřížka“. Jeden z bonusových levelů byl dokonce vytvořen jako pocta hře Pac-Man. Podle Romera byl Wolfenstein 3D jednou z posledních mainstreamových „bludišťových“ (maze) her s pravoúhlými zdmi. Romero také řekl, že ho tvorba levelů pro Wolfenstein 3D v porovnání s Commanderem Keenem nebavila a Tom Hall musel dokončit práci za něj.
Wolfenstein 3D obsahoval texturované zdi, ale strop a podlaha nebyly texturované vůbec a měly konstantní barvu. Pro vykreslování byla použita technologie ray castingu. Díky své optimalizaci byl Wolfenstein 3D hratelný i na počítačích s procesorem 286. Hra běžela v režimu VGA v rozlišení 320×200 ve 256 barvách při maximální snímkové frekvenci 70 fps (což byla obnovovací frekvence režimu VGA). Většina počítačů té doby však nedokázala hru provozovat při takto vysokém snímkování.
V průběhu vývoje se k id Softu přidal Kevin Cloud a celý tým se přestěhoval do Texasu, nedaleko sídla Apogee. Hra měla mít původně pouze tři epizody (bossem třetí epizody je sám Adolf Hitler), ale když Scott Miller zjistil, že týmu trvá pouhý den vytvořit jeden level, přesvědčil je, aby přidali tři další epizody. Tyto epizody byly vydány pod názvem The Nocturnal Missions a tvoří prequel původních epizod.
Společnost FormGen projevila své obavy ohledně násilného obsahu hry, na což id Soft zareagoval tak, že tyto aspekty hry ještě zintenzivnil – přidal kostry, mrtvoly, stěny potřísněné krví, smrtelné výkřiky nepřátel v němčině a také „Death Cam“, která ve zpomaleném opakovaní ukazuje smrt finálního bosse. Jednou z posledních vlastností, které byly do enginu hry přidány, byly posuvné stěny, které skrývají tajné bonusové místnosti. John Carmack dlouho odmítal tyto posuvné stěny do enginu implementovat, protože by se jednalo o „neelegantní hack“, ale Romero s Hallem neměli jiné řešení, jak tajné místnosti skrýt, a tak na Carmacka tlačili tak dlouho, až ho nakonec přesvědčili.
5. května 1992 byla první sharewarová epizoda Wolfensteina 3D dokončena a nahrána na BBS. Zbylé epizody byly dokončeny v následujících týdnech. Vývoj hry trval půl roku a stál zhruba sto tisíc dolarů při započtení všech výdajů (licence, platy, nájem, nakoupená technika).
Léto 1992 strávil id Soft prací na pokračování (resp. prequelu) Wolfensteina 3D pod názvem Spear of Destiny („Kopí osudu“). Tato hra používala stejný engine jako Wolfenstein 3D, a tak její vývoj trval pouhé dva měsíce. Vydavatel FormGen projevil obavy ohledně spojení svatých relikvií s 2. sv. válkou, ale John Romero namítl, že tato tematika se nijak neliší např. od filmů s Indianou Jonesem. John Carmack se již na vývoji nepodílel a místo toho se věnoval dalšímu zdokonalování enginu, který byl posléze licencován pro hru Shadowcaster (1993) a později se stal základem enginu pro hru Doom (1993).